# Wieldządz (przystanek kolejowy)
Wieldządz – dawny przystanek osobowy w Wieldządzu, w gminie Płużnica, w powiecie wąbrzeskim, w województwie kujawsko-pomorskim, w Polsce. Położony przy linii kolejowej Chełmża – Mełno. Linia ta została otwarta w dniu 24 września 1901 roku. Łączyła dwie cukrownie: w Chełmży i Mełnie. Została zbudowana przez Niemców jako prywatna inwestycja. Linią tą transportowane były głównie produkty rolne. W 1920 roku przejęły ją Polskie Koleje Państwowe. W 1979 roku tory zostały podmyte w wyniku odwilży. Z tego powodu, w 1982 roku linia została zamknięta, a w 1991 roku rozebrane zostały tory.